# Sondre Båtstrand
Sondre Lindholm Båtstrand, född 27 februari 1983, är en norsk politiker och före detta nationell talesperson för Miljøpartiet De Grønne. 

## Bakgrund
Båtstrand växte upp på Nøtterøy, och gick från 1990 till 2002 på Rudolf Steinerskolan i Vestfold, och på Vestopplands folkhögskola 2002-2003. Från 2003 till 2008 studerade han till bachelorgrad och mastergrad i komparativ politik vid Universitetet i Bergen med masteruppsatsen betitlad Politikk teller, kjønnsroller avgjør. Om kjønnsfordelingen i 30 europeiske parlamenter.
Båtstrand är författare till boken Hamp! Industriell bruk og dyrking – fra historisk tid til i dag

## Politiska uppdrag
Sondre Båtstrand har haft flera uppdrag i olika perioder i Miljøpartiet De Grønne, såsom styrelsemedlem och nationell talesperson i ungdomsförbundet Grønn Ungdom, samt var förstakandidat för Miljøpartiet De Grønne vid kommunalvalet 2007 i Bergen. Båtstrand var också förstakandidat  för Hordaland till stortingsvalet 2009, men blev inte invald.